# Йорк (регіональний муніципалітет)

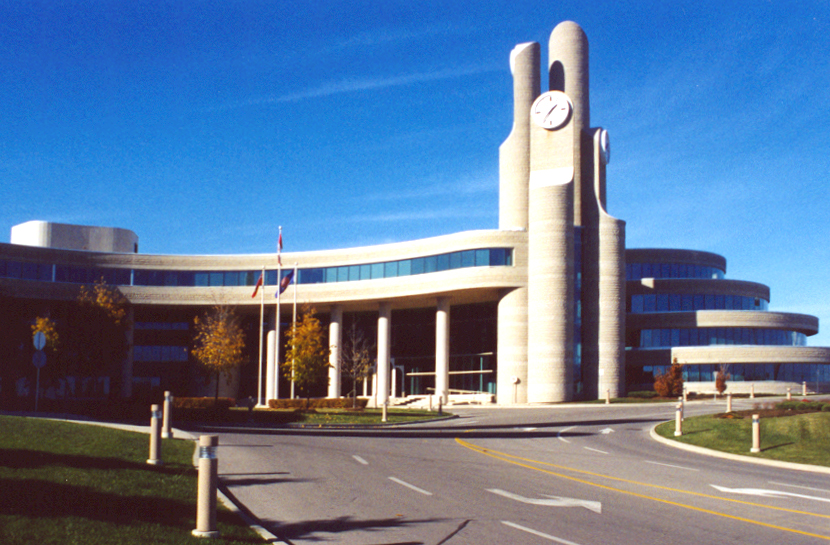

Регіональний муніципалітет Йорк на адміністративній мапі Онтаріо.

Йорк (англ. York) — регіональний муніципалітет у провінції Онтаріо, який є північною частиною Великого Торонто та внутрішнього кільця урбанізованого району Золота підкова, що в Південному Онтаріо. Знаходиться між озерами Сімко та Онтаріо. Населення становить 892 712 осіб (3-є місце по провінції), площа 1761,84 км² (40-ве місце в Онтаріо), середня густина 506б7 чол/км². Центром є місто Ньюмаркет. У щоденному спілкуванні регіональний муніципалітет часто називають «Регіон Йорк». З 1792 року до 1971 року існувало графство Йорк.

## Демографія
Згідно з переписом 2006 року населення — 892 712 осіб, що на 22,4 % більше аніж під час перепису 2001 року, це 3-й переписний регіон Канади за темпами приросту населення. 50 815 осіб мешкають в сільській місцині і 841 897 в урбанізованих зонах.

## Географія
На півночі омивається озером Сімко та має водну (північ) і суходільну (північний захід) межу з графством Сімко. На заході межує з регіональним муніципалітетом Да́рем, на півдні межа з власне Торонто, на сході — регіональний муніципалітет Піл.